# Андерс Дреєр
Андерс Лауструп Дреєр (дан. Anders Laustrup Dreyer, нар. 2 травня 1998) — данський футболіст, нападник клубу МЛС «Сан-Дієго».

## Клубна кар'єра
Вихованець клубів «Браммінг» і «Есб'єрг». 2 квітня 2017 року матчі проти «Раннерс» він дебютував в данській Суперлізі в складі останнього. 22 квітня в поєдинку проти «Горсенс» Андерс забив свій перший гол за «Есб'єрг». За підсумками сезону клуб вилетів в Перший дивізіон, але Дреєр залишився в команді і через рік, ставши найкращим бомбардиром, допоміг йому повернутися в еліту.
Влітку 2018 року Андерс перейшов в англійський «Брайтон енд Гоув Альбіон», де для отримання ігрової практики почав виступати за дублюючий склад.
Так і не зігравши жодної гри за основу, на початку 2019 року був відданий в оренду в шотландський «Сент-Міррен». 27 січня в матчі проти «Гіберніана» він дебютував в шотландській Прем'єр-лізі. 6 квітня в поєдинку проти «Гамільтон Академікал» Андерс забив свій єдиний гол за «Сент-Міррен» .
У серпні 2019 року перейшов на правах оренди в нідерландський «Геренвен», де грав до кінця року, після чого повернувся а батьківщину, підписавши 6 січня 2020 року контракт на чотири з половиною роки з «Мідтьюлланном». Того ж року Андерс з командою став чемпіоном Данії.
В січні 2025 року Дреєр перейшов до новоствореного клубу МЛС «Сан-Дієго», з яким підписав трирічний контракт. 23 лютого в першому турі МЛС у матчі проти «Лос-Анджелес Гелаксі» нападник вийшов у стартовому складі і відзначився дублем у воротах суперника.

## Міжнародна кар'єра
Гравець юнацьких та молодіжних збірних Данії. У 2019 року в складі молодіжної збірної Данії Дреєр взяв участь в молодіжному чемпіонаті Європи в Італії. На турнірі він зіграв в одному матчі проти команди Сербії, а його команда не подолала груповий етап. За два роки поїхав з командою і на наступний молодіжний чемпіонат Європи 2021 року в Угорщині та Словенії, де в матчі проти Франції відзначився голом, який приніс його команді сенсаційну перемогу 1:0.

## Статистика виступів

### Статистика виступів за збірну
Станом на 15 листопада 2021 року
| Дата       | Місто      | Господарі | Результат | Гості             | Турнір            | Голи | Примітки |
| ---------- | ---------- | --------- | --------- | ----------------- | ----------------- | ---- | -------- |
| 12-11-2021 | Копенгаген | Данія     | 3 – 1     | Фарерські острови | Відбір до ЧС 2022 | -    | 67'      |
| 15-11-2021 | Глазго     | Шотландія | 2 – 0     | Данія             | Відбір до ЧС 2022 | -    | 81'      |
| Усього     |            | Матчів    | 2         |                   | Голів             | 0    |          |

## Титули і досягнення

### Командні
- Чемпіон Данії (1):

«Мідтьюлланн»: 2019/20
- Володар Кубка Данії (1):

«Мідтьюлланн»: 2021/22

### Особисті
- Найкращий бомбардир першого дивізіону Данії: 2017/18 (18 голів)